# Temporada de huracanes del Pacífico de 1994
La temporada de huracanes en el Pacífico de 1994 es la décima temporada más activa en términos de la Energía Ciclónica Acumulada con un índice total de 185.10 unidades, también es empatado con la temporada de 2002 al formarse tres huracanes de categoría 5 en la escala de huracanes de Saffir-Simpson y fue la última temporada activa más reciente de temporadas de huracanes en el Pacífico nororiental que comenzó extraoficialmente en la temporada de 1982. Esta temporada, se formaron veintidós ciclones tropicales en el norte del Océano Pacífico al este de la línea internacional de cambio de fecha. Todos menos dos de ellos se convirtieron en tormentas tropicales o huracanes.
En la región del Pacífico Oriental (140°O a América del Norte), se formaron diecinueve depresiones tropicales, de las cuales diecisiete se convirtieron en tormentas tropicales, nueve se intensificaron en huracanes y cinco finalmente alcanzaron huracanes mayores de categoría 3 a mayor en la escala de huracanes de Saffir Simpson. Estas cifras son ligeramente superiores a los promedios a largo plazo de quince tormentas tropicales, nueve huracanes y cuatro huracanes mayores.
La temporada inició oficialmente inició el 15 de mayo en el Pacífico oriental e inició 1 de junio en el Pacífico central, estos finalizarán el 30 de noviembre de 1994 en ambas zonas. Estas fechas convencionalmente delimitan durante el período de cada año cuando la mayor parte de ciclones tropicales se forman en el océano Pacífico. Sin embargo, la formación de ciclones tropicales es posible en cualquier momento del año.
Cabe destacar que esta temporada es una juerga inusual de tormentas muy intensas. Los huracanes Emilia, Gilma, John y Olivia alcanzaron una presión barométrica por debajo de 930 milibares. En lo que respecta a la longevidad, ningún ciclón tropical en la cuenca había persistido anteriormente durante tanto tiempo como el huracán John, que duró casi un mes (31 días). En otras partes, el huracán Rosa causó cuatro fallecimientos en el Suroeste de México como la única tormenta tropical o un huracán en la cuenca, y más tarde fue responsable de las inundaciones en Texas.
En el área de responsabilidad del Centro de Huracanes del Pacífico Central (140°O a la Línea internacional de cambio de fecha), se formaron tres depresiones, dos tormentas tropicales y un huracán. En general, hubo once ciclones tropicales, ocho tormentas tropicales, cinco huracanes y tres huracanes mayores que se formaron o ingresaron a la región del Pacífico Central. Estas cifras están por encima del promedio a largo plazo de cuatro ciclones tropicales, dos huracanes, una tormenta tropical y dos depresiones. La actividad excepcionalmente alta fue contribuida por el fenómeno de El Niño en curso en ese momento.

## Resumen de la temporada
| Rank | Daños totales     | Año  |
| ---- | ----------------- | ---- |
| 1    | ≥$13.071 billones | 2023 |
| 2    | $4.64 billones    | 2013 |
| 3    | $3.15 billones    | 1992 |
| 4    | >$2.51 billones   | 2024 |
| 5    | $1.62 billones    | 2010 |
| 6    | ≥$1.577 billones  | 2018 |
| 7    | $1.52 billones    | 2014 |
| 8    | $834 millones     | 1982 |
| 9    | $760 millones     | 1998 |
| 10   | $720 millones     | 1994 |

El índice de Energía Ciclónica Acumulada (ECA) para la temporada de huracanes en el Pacífico de 1994, en total es 185.443 unidades (78.38 unidades en el Pacífico Oriental y 107.063 unidades en el Pacífico Central).
La única tormenta nombrada que tocó tierra este año fue el huracán Rosa, que mató a cuatro personas en el oeste de México y obligó a más de 400 personas a ser evacuados. Otras tormentas notables incluyen el huracán Olivia, un sistema de categoría 4 de gama alta, los tres huracanes de categoría 5, Emilia, Gilma y John. Tanto John como el huracán Li existían en dos de las tres cuencas (este y oeste) del Océano Pacífico. 
Esta temporada marcó el final del período activo más reciente del Pacífico Nororiental, que comenzó en la temporada de 1982 e incluye las cinco temporadas de huracanes más activas del Pacífico. A partir de la temporada de 1995, los factores multidecendales cambiaron a una fase que suprime la actividad de los huracanes en el Pacífico. Desde entonces, las temporadas de huracanes en el Pacífico generalmente han estado por debajo de lo normal; la única temporada anormalmente activa desde entonces fue en la temporada de 1997, donde se observó un fuerte evento de El Niño. 
La temporada de huracanes en el Pacífico de 1994 estableció varios récords. Primero, tres huracanes alcanzaron la intensidad de categoría 5 en la escala de Huracanes de Saffir-Simpson, estableciendo un registro más tarde que fue empatado junto con la temporada de 2002. El huracán John duró más tiempo y pasó más tiempo que cualquier otro ciclón tropical en la historia registrada. Once ciclones tropicales ingresaron o se formaron en el Pacífico central, un récord compartido con la temporada de 1992 hasta que la temporada de 2015 rompió el récord. Finalmente, de los cuatro huracanes más intensos registrados en el Pacífico Central, tres de ellos ocurrieron esta temporada. 
La temporada comenzó con la formación de depresión tropical Uno-E el 18 de junio y terminó con la disipación de tormenta tropical Nona el 25 de octubre. No se formaron sistemas nombrados en mayo, tres en junio, cuatro en julio, cinco en agosto y seis en septiembre, dos en octubre, y ninguno en noviembre. La duración total de la temporada, desde la formación de la primera depresión hasta la disipación de la última, fue de 130 días.

### Energía Ciclónica Acumulada
La Energía Ciclónica Acumulada (ECA) es una medida de qué tan activa es la temporada de huracanes. Se calcula cuadrando la velocidad del viento de un ciclón con al menos vientos de fuerza de tormenta tropical cada seis horas, sumando los resultados, y dividiendo ese total por 104. Como un ciclón tropical no tiene vientos máximos hasta que se convierte en tormenta tropical, las depresiones tropicales no están incluidas en estas tablas. Para todas las tormentas, la ECA se otorga a tres figuras significativas. 
Se proporciona el ECA en el Pacífico Oriental propiamente dicho (140°O a América del Norte); el ECA en el Pacífico Central (la línea internacional de cambio de fecha a 140°W) figura entre paréntesis. La tabla incluye la Energía Ciclónica Acumulada para Li y John solo durante el tiempo de la tormenta al este de la fecha. Su índice al oeste de la fecha es parte de los totales de la temporada de tifones de 1994. El Centro Nacional de Huracanes utiliza ACE para clasificar las temporadas de huracanes como superiores a lo normal, casi normal e inferior a lo normal. Se define por debajo de lo normal como tener un ACE menor de 95*104 kt2 kt2; Se define por encima de lo normal como tener un ACE arriba de 150*104 kt2 junto con los números de dos cualquiera de los siguientes promedios superiores: tormentas tropicales (15), huracanes (9) o huracanes mayores (4).
Define que casi lo normal tiene un ACE entre 100*104 kt2 y 150*104 kt2 o un ACE arriba de 150*104 kt2 con menos de dos de los siguientes porcentajes superiores: tormentas tropicales (15), huracanes (9) o huracanes mayores (4). Excluyendo el Pacífico central, hubo un total de diecisiete tormentas tropicales, nueve huracanes y cinco huracanes mayores. En total, el total de ACE de esta temporada fue 185*104 kt2. Esto califica esta temporada como por encima de lo normal pero a partir de 2017, se considera como hiperactividad y siendo la décima temporada más activa en términos del ECA.

## Ciclones tropicales

### Tormenta tropical Aletta
La depresión tropical Uno-E se formó a partir de un área de baja presión el 18 de junio. Se fortaleció a la tormenta tropical que nombró Aletta al día siguiente. Continuó intensificándose y alcanzó su intensidad máxima el 20 de junio. La cizalladura vertical del viento comenzó a debilitar la tormenta a partir de entonces. La tendencia al debilitamiento continuó, debilitando a Aletta a una depresión tropical el 21 de junio. El sistema se disipó el 23 de junio. Sin embargo, las bajas remanentes de Aletta podría rastrearse en imágenes de satélite durante los días posteriores a la tormenta. El bajo finalmente se disipó al norte de Hawái. Aletta nunca afectó a la tierra, y no se reportaron daños o víctimas.

## Nombre de los ciclones tropicales
| Océano Pacífico nororiental y central                                | Océano Pacífico nororiental y central                             | Océano Pacífico nororiental y central |
| -------------------------------------------------------------------- | ----------------------------------------------------------------- | --- |
| - Aletta - Bud - Carlotta - Daniel - Emilia - Fabio - Gilma - Hector | - Ileana - John - Kristy - Lane - Miriam - Norman - Olivia - Paul | - Rosa - Sergio(sin usar) - Tara (sin usar) - Vicente (sin usar) - Willa (sin usar) - Xavier (sin usar) - Yolanda (sin usar) - Zeke (sin usar) |
| Océano Pacífico central                                              |                                                                   | |
| - Li - Mele                                                          | - Nona - Oliwa (sin usar)                                         | - Paka (sin usar) - Upana (sin usar) |

Los ciclones tropicales son fenómenos que pueden durar desde unas cuantas horas hasta un par de semanas o más. Por ello, puede haber más de un ciclón tropical al mismo tiempo y en una misma región. Los pronosticadores meteorológicos asignan a cada ciclón tropical un nombre de una lista predeterminada, para identificarlo más fácilmente sin confundirlo con otros. La Organización Meteorológica Mundial (OMM) ha designado centros meteorológicos regionales especializados a efectos de monitorear y nombrar los ciclones.
Los siguientes nombres serán usados para los ciclones tropicales que se formen en el océano Pacífico este y central en 1994. Los nombres no usados están marcados con gris, y los nombres en negrita son de las tormentas formadas. Los nombres retirados, en caso, serán anunciados por la Organización Meteorológica Mundial en la primavera de 1995. Los nombres que no fueron retirados serán usados de nuevo en la temporada del 2000. Esta es la misma lista utilizada en la temporada del 1988 con la excepción del nombre Ileana quien lo reemplazó a Iva y fue utilizado por primera vez en 1994.